# Ursula Schleicher
Pour les articles homonymes, voir Schleicher.
Ursula Schleicher, née le 15 mai 1933 à Aschaffenbourg, est une femme politique allemande, membre de la l'Union chrétienne-sociale en Bavière. 

## Biographie
Après des études de médecine et de musique, elle a été harpiste au Brésil au début des années 1960. Ensuite elle adhère au CSU. Elle a été députée européenne entre 1979 et 2004.